# Historis
Historis es un género de lepidópteros de la subfamilia  Nymphalinae, familia Nymphalidae que se encuentra desde México a Sudamérica.

## Especies
Tiene las siguientes especies reconocidas:
- Historis acheronta (Fabricius, 1775)
- Historis odius (Fabricius, 1775)

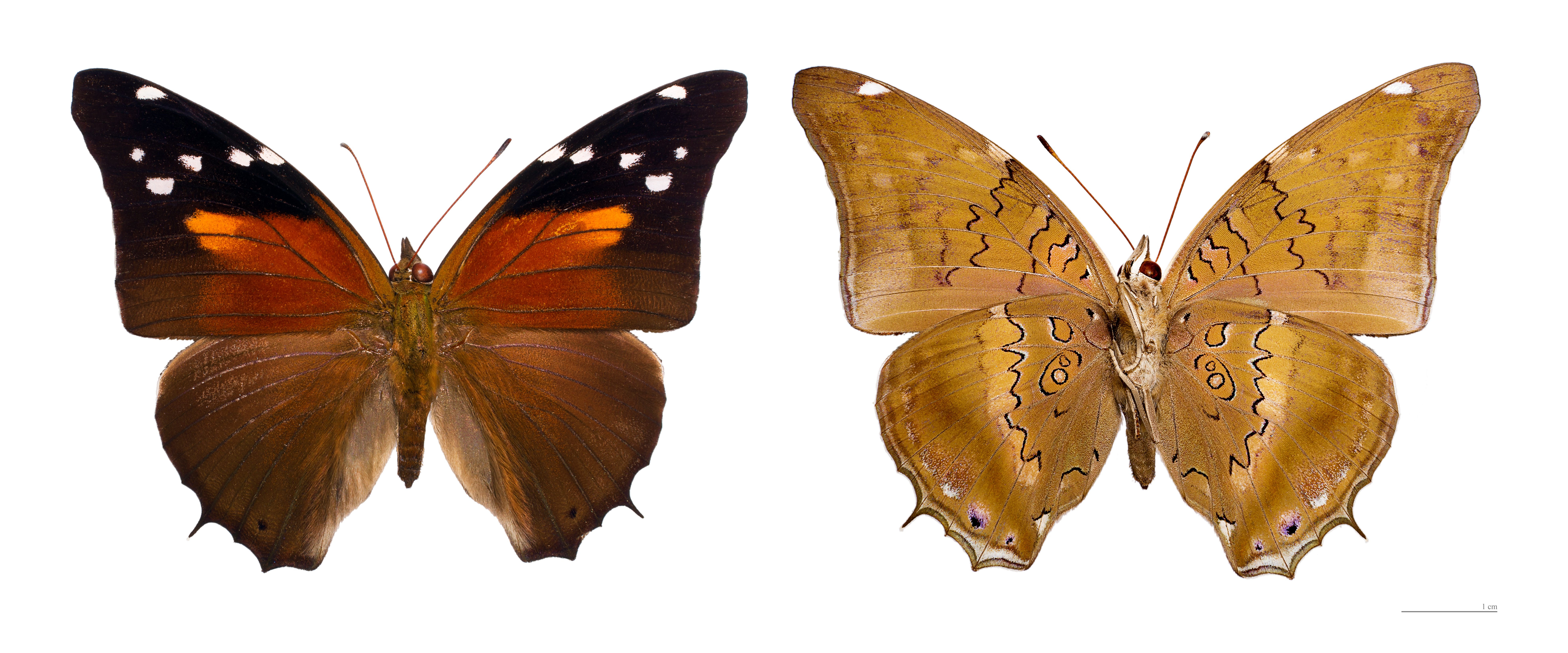
Historis acheronta
Historis odius